# Puchar Pięciu Narodów 1927
Puchar Pięciu Narodów 1927 – trzynasta edycja Pucharu Pięciu Narodów, corocznego turnieju w rugby union rozgrywanego pomiędzy pięcioma najlepszymi zespołami narodowymi półkuli północnej, która odbyła się pomiędzy 1 stycznia a 2 kwietnia 1927 roku. Wliczając turnieje w poprzedniej formie, od czasów Home Nations Championship, była to czterdziesta edycja tych zawodów. Podobnie jak rok wcześniej w turnieju zwyciężyły wspólnie Szkocja i Irlandia.
Zgodnie z ówczesnymi zasadami punktowania dropgol był warty cztery punkty, podwyższenie dwa, natomiast przyłożenie i pozostałe kopy trzy punkty.

## Mecze
| 1 stycznia 1927 | Francja      | 3:8(0:3) | Irlandia                        | Stade Olympique Yves-du-Manoir, Colombes Widzów: 30 000 Sędzia: R. Scott |
| 1 stycznia 1927 | Ribère 3 (P) | 3:8(0:3) | Davy 3 (P) Stephenson 5 (pd, K) | Stade Olympique Yves-du-Manoir, Colombes Widzów: 30 000 Sędzia: R. Scott |

| 15 stycznia 1927 | Anglia                              | 11:9(11:6) | Walia                                  | Twickenham Stadium, Londyn Widzów: 50 000 Sędzia: R. Scott |
| 15 stycznia 1927 | Corbett 6 (P, G) Stanbury 5 (pd, K) | 11:9(11:6) | Andrews 3 (P) Harding 3 (P) Male 3 (K) | Twickenham Stadium, Londyn Widzów: 50 000 Sędzia: R. Scott |

| 22 stycznia 1927 | Szkocja                                                        | 23:6(20:3) | Francja                    | Murrayfield Stadium, Edynburg Widzów: 50 000 Sędzia: Barry Cumberlege |
| 22 stycznia 1927 | Smith 6 (2P) Waddell 6 (2P) Drysdale 2 (pd) Gillies 9 (3pd, K) | 23:6(20:3) | Hutin 3 (P) Piquiral 3 (P) | Murrayfield Stadium, Edynburg Widzów: 50 000 Sędzia: Barry Cumberlege |

| 5 lutego 1927 | Walia                     | 0:5(0:5) | Szkocja | Cardiff Arms Park, Cardiff Widzów: 40 000 Sędzia: W. Jackson |
| 5 lutego 1927 | Kerr 3 (P) Gillies 2 (pd) | 0:5(0:5) |         | Cardiff Arms Park, Cardiff Widzów: 40 000 Sędzia: W. Jackson |

| 12 lutego 1927 | Anglia                                  | 8:6(0:3) | Irlandia                        | Twickenham Stadium, Londyn Widzów: 45 000 Sędzia: Thomas Vile |
| 12 lutego 1927 | Gibbs 3 (P) Laird 3 (P) Stanbury 2 (pd) | 8:6(0:3) | McVicker 3 (P) Stephenson 3 (K) | Twickenham Stadium, Londyn Widzów: 45 000 Sędzia: Thomas Vile |

| 26 lutego 1927 | Irlandia               | 6:0(6:0) | Szkocja | Lansdowne Road, Dublin Widzów: 40 000 Sędzia: Barry Cumberlege |
| 26 lutego 1927 | Ganly 3 (P) Pike 3 (P) | 6:0(6:0) |         | Lansdowne Road, Dublin Widzów: 40 000 Sędzia: Barry Cumberlege |

| 26 lutego 1927 | Walia                                                                                      | 25:7(12:3) | Francja                     | St. Helens Ground, Swansea Widzów: 25 000 Sędzia: W. Jackson |
| 26 lutego 1927 | Andrews 3 (P) Harding 6 (2P) Roberts 6 (2P) Stewart-Morgan 3 (P) Thomas 3 (P) Male 4 (2pd) | 25:7(12:3) | Prevost 3 (P) Verger 4 (dg) | St. Helens Ground, Swansea Widzów: 25 000 Sędzia: W. Jackson |

| 12 marca 1927 | Irlandia                                | 19:9(11:0) | Walia                                           | Lansdowne Road, Dublin Sędzia: Barry Cumberlege |
| 12 marca 1927 | Ganly 6 (2P) Stephenson 13 (2P, 2pd, K) | 19:9(11:0) | Stewart-Morgan 3 (P) Powell 2 (pd) Lewis 4 (dg) | Lansdowne Road, Dublin Sędzia: Barry Cumberlege |

| 19 marca 1927 | Szkocja                                                                             | 21:13(9:8) | Anglia                                                  | Murrayfield Stadium, Edynburg Widzów: 70 000 Sędzia: Noel Purcell |
| 19 marca 1927 | Dykes 3 (P) Macpherson 3 (P) Scott 3 (P) Smith 6 (2P) Gillies 2 (pd) Waddell 4 (dg) | 21:13(9:8) | Gibbs 3 (P) Laird 3 (P) Stanbury 2 (pd) Stark 5 (pd, K) | Murrayfield Stadium, Edynburg Widzów: 70 000 Sędzia: Noel Purcell |

| 2 kwietnia 1927 | Francja      | 3:0(3:0) | Anglia | Stade Olympique Yves-du-Manoir, Colombes Widzów: 35 000 Sędzia: Albert Freethy |
| 2 kwietnia 1927 | Vellat 3 (P) | 3:0(3:0) |        | Stade Olympique Yves-du-Manoir, Colombes Widzów: 35 000 Sędzia: Albert Freethy |

## Inne nagrody
- Calcutta Cup –  Szkocja (po zwycięstwie nad Anglią)